# Marche des fiertés noires du Royaume-Uni
La Marche des fiertés noires du Royaume-Uni est un événement annuel organisé à Londres depuis 2005. Il s’agit de la plus grande célébration en Europe pour les personnes lesbiennes, gays, bisexuelles, transgenres et queers (LGBT+) d'origine africaine, asiatique, du Moyen-Orient, latino-américaine et caribéenne. 

## Histoire
La première édition s'est tenue en 2005 en tant que visite à Southend-on-Sea des membres du réseau social virtuel Lesbiennes noires au Royaume-Uni.
Pour l'édition de 2018 qui a eu lieu le dimanche 8 juillet, environ 7 500 personnes ont assisté à la fête à Vauxhall Pleasure Gardens.
L'événement de 2019 aura lieu le dimanche 7 juillet à Haggerston Park, dans le district est de Londres.
Stonewall, le plus grand organisme caritatif de défense des droits des LGBT en Europe, a retiré son soutien de la marché des fiertés de Londres en 2018, à la suite des inquiétudes suscitées par le «manque de diversité» de l’événement. L'organisation s'est plutôt associée aux organisateurs de la marche des fiertés noire du Royaume-Uni et a mis en place avec eux un plan de travail commun en 2019, y compris la nomination par Stonewall d'un membre de son staff à temps plein pour travailler avec les groupes communautaires britanniques. 

## Structure

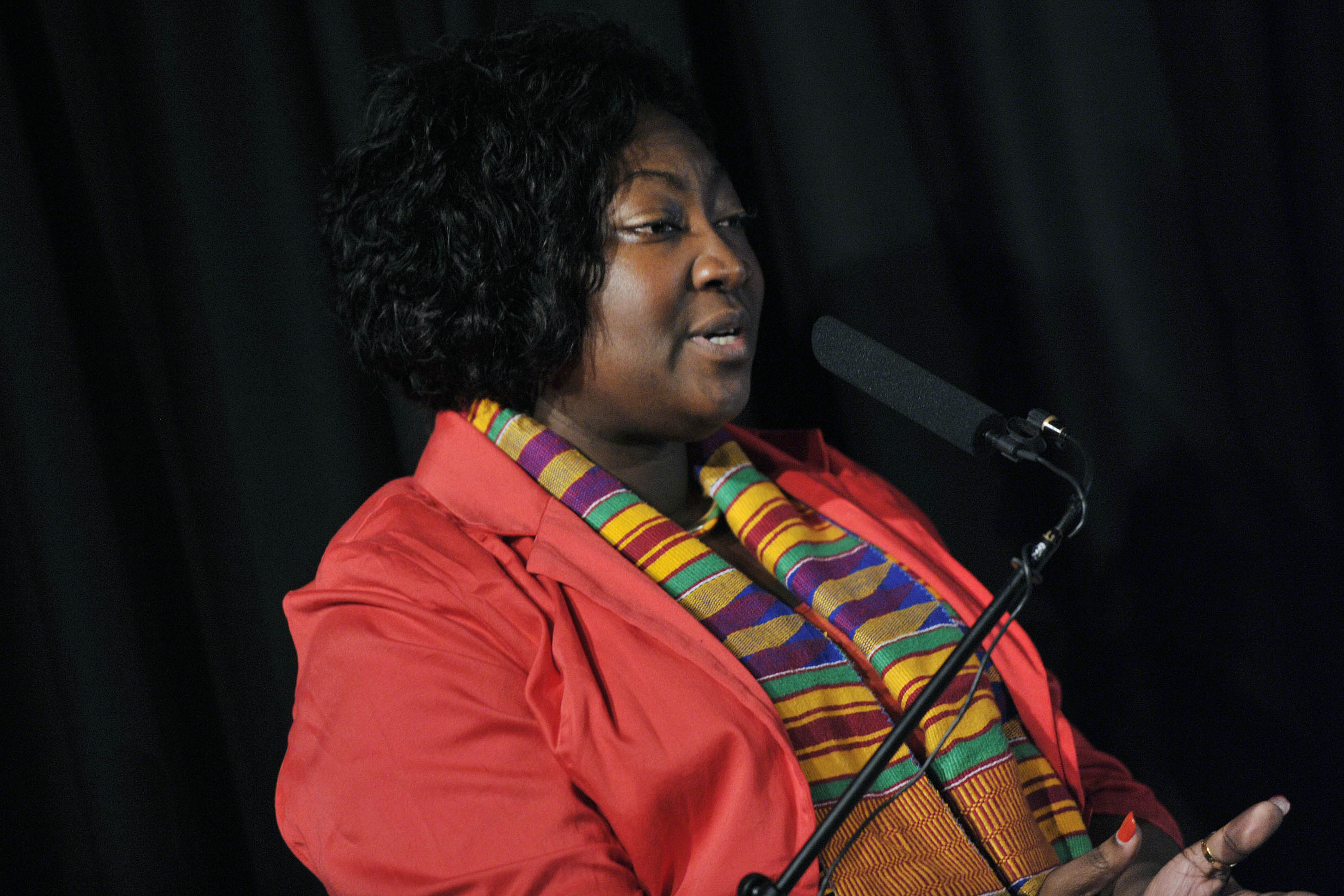
Phyll Opoku-Gyimah en mars 2014

La cofondatrice de l'événement, Phyll Opoku-Gyimah, également connue sous le nom de Lady Phyll, est la directrice exécutive actuelle.